# 宮坂作衛
宮坂 作衛（作衞、みやさか さくえ、1887年（明治20年）7月 - 1933年（昭和8年）10月21日）は、日本の実業家、政治家。貴族院多額納税者議員、長野県諏訪郡上諏訪町長。

## 経歴
長野県諏訪郡上諏訪村角間（上諏訪町を経て現諏訪市）の白作呉服店・宮坂作之助の長男として生まれる。1906年（明治39年）諏訪中学校（現長野県諏訪清陵高等学校・附属中学校）を卒業。上京して、1911年（明治44年）慶應義塾大学部理財科を卒業した。
帰郷して家業の白作呉服店の経営に加わる。1920年（大正9年）家督を相続。呉服店を成長させ、諏訪電気取締役、長野農工銀行取締役、上諏訪商工会議所会頭などを務めた。
政界では、1921年（大正10年）上諏訪町会議員に選出され、1923年（大正12年）長野県会議員となる。1930年（昭和5年）上諏訪町長に就任し、また長野県会副議長となった。その他、諏訪郡町村長会長、上諏訪町農会長、所得税調査委員、商事調停委員、小作争議調停委員なども務めた。
1932年（昭和7年）9月29日、貴族院多額納税者議員に就任し、研究会に所属して活動したが、1933年10月、在任中に死去した。

## 親族
- 姉 ・熊谷まつ（熊谷岱蔵の妻）[2]
- 義兄・熊谷岱蔵 ( 弟  直樹 の妻は貴族院多額納税者議員 今井五介娘))